# Dai Qing

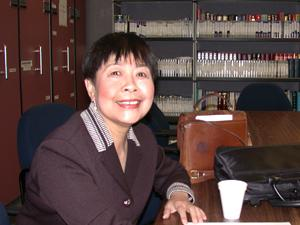
Dai Qing, Mai 2010

Dai Qing (chinesisch 戴晴, Pinyin Dài Qíng; * August 1941 in Chongqing) ist eine chinesische Journalistin, Schriftstellerin, Dissidentin und Umweltaktivistin, die vor allem durch ihre Aktionen und Bücher gegen den Drei-Schluchten-Staudamm einer breiteren Öffentlichkeit bekannt geworden ist.

## Biografie
Dai Qing wurde im August 1941 in Chongqing als Tochter von Fu Daqing, einem bekannten Kommunisten und Intellektuellen, und Yang Jie geboren. Nachdem ihr Vater 1944 von japanischen Soldaten getötet worden war, wurde sie von Ye Jianying, einem bedeutenden Politiker und Militär sowie Freund ihres Vaters, adoptiert.
1966 schloss Dai Qing ein Studium der Ingenieurwissenschaften an der Militärakademie in Harbin ab. Danach ging sie für einige Zeit zur Weiterbildung nach Japan. Nach ihrer Rückkehr arbeitete sie zunächst für das Militär und wurde dann im Rahmen der Maßnahmen der Kulturrevolution zwischenzeitlich mit ihrem Mann Wang Dejia zur Arbeit auf das Land geschickt, während sie ihre Tochter Wang Xiaojia in Peking zurücklassen mussten. Nach ihrer Rückkehr arbeitete sie erneut für die Armee, allerdings nicht mehr als Ingenieurin. 1982 verließ sie die Armee endgültig und begann als Journalistin für die Zeitung Guangming Daily zu arbeiten.
In der folgenden Zeit begann Dai Qing als Dissidentin und Umweltaktivistin hervorzutreten und kritisierte dabei vor allem das Projekt des Drei-Schluchten-Staudamms. 1989 erschien ihr Buch Yangtze! Yangtze!, das ihr internationale Bekanntheit und Anerkennung einbrachte, aber zugleich zu einer verstärkten Konfrontation mit der chinesischen Regierung führte. Die Verfolgung von Dissidenten nach dem Tian’anmen-Massaker führte am 14. Juli 1989 zu ihrer Verhaftung und einer 10-monatigen Haftstrafe. Nach ihrer Entlassung 1990 erklärte sie öffentlich ihren Austritt aus der kommunistischen Partei und ging zurück nach Peking. Ihre Arbeit als Journalistin nahm sie nicht mehr auf, da sie seit 1989 in China mit einem Publikationsverbot belegt ist. Sie ist jedoch weiterhin (privat) als Schriftstellerin und Aktivistin tätig.
1992 wurde sie für ihre Arbeit mit dem International PEN Award for Freedom ausgezeichnet und 1993 erhielt sie den Goldman Environment Prize sowie den Condé Nast Traveler Environmental Award.
Im September 2009 führte der Auftritt von Dai Qing auf dem Symposium China und die Welt – Wahrnehmung und Wirklichkeit der Frankfurter Buchmesse zu einem Eklat. Als ihr und dem Exilchinesen Bei Ling die Gelegenheit zu einem Statement gegeben wurde, verließ die offizielle chinesische Delegation zwischenzeitlich aus Protest den Saal. Bereits im Vorfeld hatte es Auseinandersetzungen um die Einladungen von chinesischen Regimekritikern gegeben. Auf Druck des Partnerlandes der Buchmesse 2009, China, wurde die geplante Einladung für Dai Qing wieder zurückgezogen. Dies führte aber zu einer starken Kritik in der deutschen Öffentlichkeit, aufgrund derer die Messeleitung in Absprache mit der chinesischen Delegation ihre Haltung erneut revidierte und Dai Qing und Bei Ling doch zum Symposium einlud. Allerdings hatte die Messeleitung die chinesische Delegation nicht darüber informiert, dass den beiden Regimekritikern die Gelegenheit zu einer kurzen Ansprache gegeben werden sollte. Dies führte zum Protest der Delegation, als den Regimekritikern das Wort erteilt wurde.
Anlässlich der Verleihung des Friedensnobelpreises an Liu Xiaobo im Dezember 2010 kritisierte die Schriftstellerin die westliche Sinologie. Einige Sinologen redeten das Regime schön, indem sie anstelle von Diktatur von Autoritarismus sprächen.

„China hat Geld. Als deutscher Wissenschaftler … kann man es sich hier gut gehen lassen. Forschungsgelder und Ehrendoktortitel, die gibt es hier im Überfluss... Die Machthaber wollen anderen ihre Weltsicht aufdrücken. Mit jedem Schönredner, den es mehr gibt, kommen sie einen Schritt weiter.“